# René Kriwak
René Kriwak (* 30. April 1999) ist ein österreichischer Fußballspieler.

## Karriere
Kriwak begann seine Karriere beim SC Markgrafneusiedl. Zur Saison 2007/08 wechselte er zum SV Großschweinbarth. Im Jänner 2011 wechselte er in die Jugend des FC Admira Wacker Mödling, bei dem er ab der Saison 2013/14 auch sämtliche Altersstufen in der Akademie durchlief. Zur Saison 2017/18 rückte er bei der Admira in den Kader der Amateure. In seiner ersten Spielzeit kam er zu 24 Einsätzen in der Regionalliga, in denen er sechs Tore erzielte. In der Saison 2018/19 absolvierte er neun Partien für Admira II, ehe er im Jänner 2019 zum viertklassigen SV Stripfing wechselte.
In Stripfing kam er verletzungsbedingt aber nur zu einem Kurzeinsatz in der Landesliga, mit dem Klub stieg er zu Saisonende in die Regionalliga auf. Nach dem Aufstieg schloss Kriwak sich zur Saison 2019/20 dem Neo-Ligakonkurrenten FC Marchfeld Donauauen an. In zwei Spielzeiten im Marchfeld, die jeweils COVID-bedingt abgebrochen wurden, erzielte der Angreifer zwölf Tore in 25 Regionalligapartien. Zur Saison 2021/22 wechselte er weiter innerhalb der Ostliga zum Wiener Sport-Club. Bei den Wienern kam er bis zur Winterpause zu 13 Einsätzen, in denen er elf Tore erzielte.
Im Jänner 2022 wechselte Kriwak innerhalb der Stadt zur zweitklassigen Zweitmannschaft des SK Rapid Wien, bei dem er einen bis Juni 2024 laufenden Vertrag erhielt. Sein Debüt in der 2. Liga gab er im Februar 2022, als er am 18. Spieltag der Saison 2021/22 gegen den SV Horn in der 67. Minute für Nicolas Binder eingewechselt wurde. In jener Partie erzielte er Elf Minuten nach seiner Einwechslung mit dem Siegtreffer zum 3:2-Endstand auch seinen ersten Zweitligatreffer. Im April 2022 stand Kriwak dann gegen den Wolfsberger AC erstmals im Kader der ersten Mannschaft Rapids. Zur Saison 2022/23 rückte er fest in den Bundesligakader der Wiener. Sein Debüt gab er dann im Juli 2022 gegen den SK Treibach im ÖFB-Cup, Ende desselben Monat debütierte er auch in der Bundesliga.
Nach drei Bundesligaeinsätzen wurde er im August 2022 allerdings innerhalb der Liga an den TSV Hartberg verliehen. Für Hartberg kam er zu 24 Bundesligaeinsätzen. Zur Saison 2023/24 kehrte er dann nicht mehr nach Wien zurück, sondern wechselte in die zum niederländischen Zweitligisten FC Dordrecht, bei dem er einen Zweijahresvertrag mit der vereinsseitigen Option auf ein weiteres Jahr unterschrieb. Bei den Niederländern erarbeitete er sich rasch einen Stammplatz, fiel im September 2023 für einige Runden verletzungsbedingt aus, ehe er umso stärker aus der Verletzungspause zurückkehrte. Binnen der darauffolgenden sechs Ligapartien steuerte er ebenso viele Treffer sowie einen Assist bei und gehörte über einen Großteil der Saison 2023/24 zum Stammaufgebot. Bis auf das Saisonende, als er aufgrund eines zugezogenen Kreuzbandrisses abermals für einige Spiele ausfiel, hatte er es auf 31 Ligaspiele und zehn -tore gebracht. Hinzu kamen noch zwei Einsätze und drei Treffer – ein Hattrick gegen den FC Lisse – im KNVB-Pokal 2023/24, in dem die Mannschaft bereits in Runde 2 gegen den SC Cambuur ausschied. Aufgrund seiner Verletzung verpasste er das Aufstiegs-Play-off, in dem die Mannschaft jedoch ohnehin nicht den Aufstieg in die Eredivisie schaffte.
Der Matzener, der neben des Kreuzbandrisses im rechten Knie auch noch eine Verletzung am Meniskus davongetragen hatte, wurde in weiterer Folge operiert und fiel dadurch monatelang aus. Im November 2024 kehrte er wieder zu seinem niederländischen Klub zurück, um bald darauf wieder ins Mannschaftstraining einzusteigen. Mitte Februar 2025 musste sich Kriwak einer neuerlichen Operation unterziehen.
Zur Saison 2025/26 kehrte Kriwak zur Zweitligamannschaft des SK Rapid zurück, bei dem er einen bis 2026 laufenden Vertrag erhielt.